# Laida Lertxundi
Laida Lertxundi (Bilbao, 1981) és una cineasta basca que viu a cavall entre Califòrnia i Euskadi.
El seu treball connecta l’art conceptual i el cinema estructural amb una perspectiva feminista radical i encarnada. Va cursar un màster al California Institute of the Arts (CalArts) i una llicenciatura en Belles Arts al Bard College. Actualment, després d’haver impartit classes a la Universitat de Califòrnia a San Diego i a CalArts, és professora de Belles Arts i Humanitats a l'Art Center College of Design de Pasadena. Les seves pel·lícules, la majoria rodades en 16 mm, es localitzen en espais naturals, urbans i domèstics de Los Angeles i voltants. Englobades sota el títol genèric de Landscape Plus (Paisatge i més), es mouen entre els espais íntims de la interioritat i la magnitud dels grans paisatges oberts californians, amb la intenció d’abastar una geografia transformada pels estats afectius i subjectius. Ha estat programadora del cinema Xcèntric del CCCB i la seva obra forma part de la col·lecció del Museo Nacional Centro de Arte Reina Sofía. Ha exposat en solitari a Matadero (Madrid, 2019), LUX (Londres, 2018), Tramway (Glasgow, 2018), Tabakalera (Donosti, 2017), fluent (Santander, 2017), DA2 (Salamanca, 2015), Vdrome (2014) i La Alhóndiga (Bilbao, 2014). Les seves pel·lícules han estat projectades en prestigiosos festivals internacionals.